# Brahma-samaj
Brahma-samaj ("Brahmans kyrka"), oftare transkriberad (bland annat av rörelsen själv) som Brahmo Samaj, är ett antal indiska trossamfund, som tillber "det eviga, outgrundliga, oföränderliga väsendet, alltets upphov och upprätthållare".
Efter ett misslyckat försök 1816 organiserades samfundet 1830, och ett tempel byggdes för dess sammankomster. Grundaren Rammohun Roy ansåg att Vedaböckerna, rätt uppfattade, innehåller en monoteistisk lära, som genom att missförstås framkallat månggudadyrkan.
Hans efterföljare, Debendranath Tagore, förde reformen ett steg längre och lät samfundet förklara, att veda inte är ofelbar, och uppsätta en trosbekännelse till det enda, eviga brahman, som skall älskas och tjänas och då ger lycka i detta och kommande liv. 
Kejab Chunder Sen, en bildad och vältalig ung man, uppträdde från 1861 som reformator inom ett av brahmo-samfunden. Han förkastade åtskilliga ceremonier av hinduiskt ursprung och yrkade på kastväsendets fullständiga upphävande. Dessa reformsträvanden framkallade en söndring inom samfundet och Bhāratvarshīya Samaj (den indiska brahmans kyrka) bildades 1866 under det att den ursprungliga rörelsen fick namnet Adi Brahma Samaj (ursprungsbrahmans kyrka).
Under en mellantid kom Bhāratvarshīya Samaj under inflytande av protestantiska missionärer, men efter en tid bröts dessa band. Längre fram inträdde ännu en splittring i följd av Kejabs maktfullkomlighet. Kejab tillät en hyllning av sin egen person, som innebar ett förgudande. Han dog 1884, varpå rörelsen förlorade i betydelse.
Även Adi Brahma Samaj förlorade efter Tagores tillbakaträdande 1872 och död 1905 sin betydelse. Den enda grenen blev Sādhāran Brahma Samaj, som bildades 1881 genom en splittring inom Bhāratvarshīya Samaj.
Rörelsen är numera splittrad i ett antal olika trossamfund, men hävdar alla tron på en enda Gud. Medan det äldsta av dessa trossamfund betraktar sig som hinduiskt, betraktar sig de andra brahmo-samfunden som utövare av en från hinduismen skild religion. Brahmo-samfunden har under hela 1900-talet haft svårigheter att få vigslar utförda i brahmo-samfund erkända som juridiskt giltiga i indisk civillagstiftning, i synnerhet sådana vigslar som skett mellan personer dubbelanslutna till någon annan religion, som hinduismen eller sikhismen.